# Sphinx (género)
Sphinx es un género de lepidópteros nocturnos de la familia Sphingidae. Fue descrito por Carl Linnaeus en su décima edición del Systema naturæ, de 1758. La mayoría de las especies del género habitan en América, principalmente el Neártico, pero también en el Paleártico. En Europa viven tres especies del género, mientras que a nivel mundial existen treinta y una especies.

## Especies
- Sphinx adumbrata (Dyar, 1912)
- Sphinx asellus (Rothschild & Jordan, 1903)
- Sphinx caligineus (Butler, 1877)
- Sphinx canadensis (Boisduval, 1875)
- Sphinx centrosinaria Kitching & Jin, 1998
- Sphinx chersis (Hubner, 1823)
- Sphinx chisoya (Schaus, 1932)
- Sphinx constricta Butler, 1885
- Sphinx crassistriga (Rothschild & Jordan, 1903)
- Sphinx dollii Neumoegen, 1881
- Sphinx drupiferarum JE Smith, 1797
- Sphinx formosana Riotte, 1970
- Sphinx franckii Neumoegen, 1893
- Sphinx gordius Cramer, 17797
- Sphinx kalmiae JE Smith, 1797
- Sphinx leucophaeata Clemens, 1859
- Sphinx libocedrus Edwards, 1881
- Sphinx ligustri Linnaeus, 1758
- Sphinx luscitiosa Clemens, 1859
- Sphinx maurorum (Jordan, 1931)
- Sphinx morio (Rothschild & Jordan, 1903)
- Sphinx nogueirai Haxaire, 2002
- Sphinx oberthueri (Rothschild & Jordan, 1903)
- Sphinx perelegans Edwards, 1874
- Sphinx pinastri Linnaeus, 1758
- Sphinx poecila Stephens, 1828
- Sphinx sequoiae Boisduval, 1868
- Sphinx vashti Strecker, 1878

## Galería

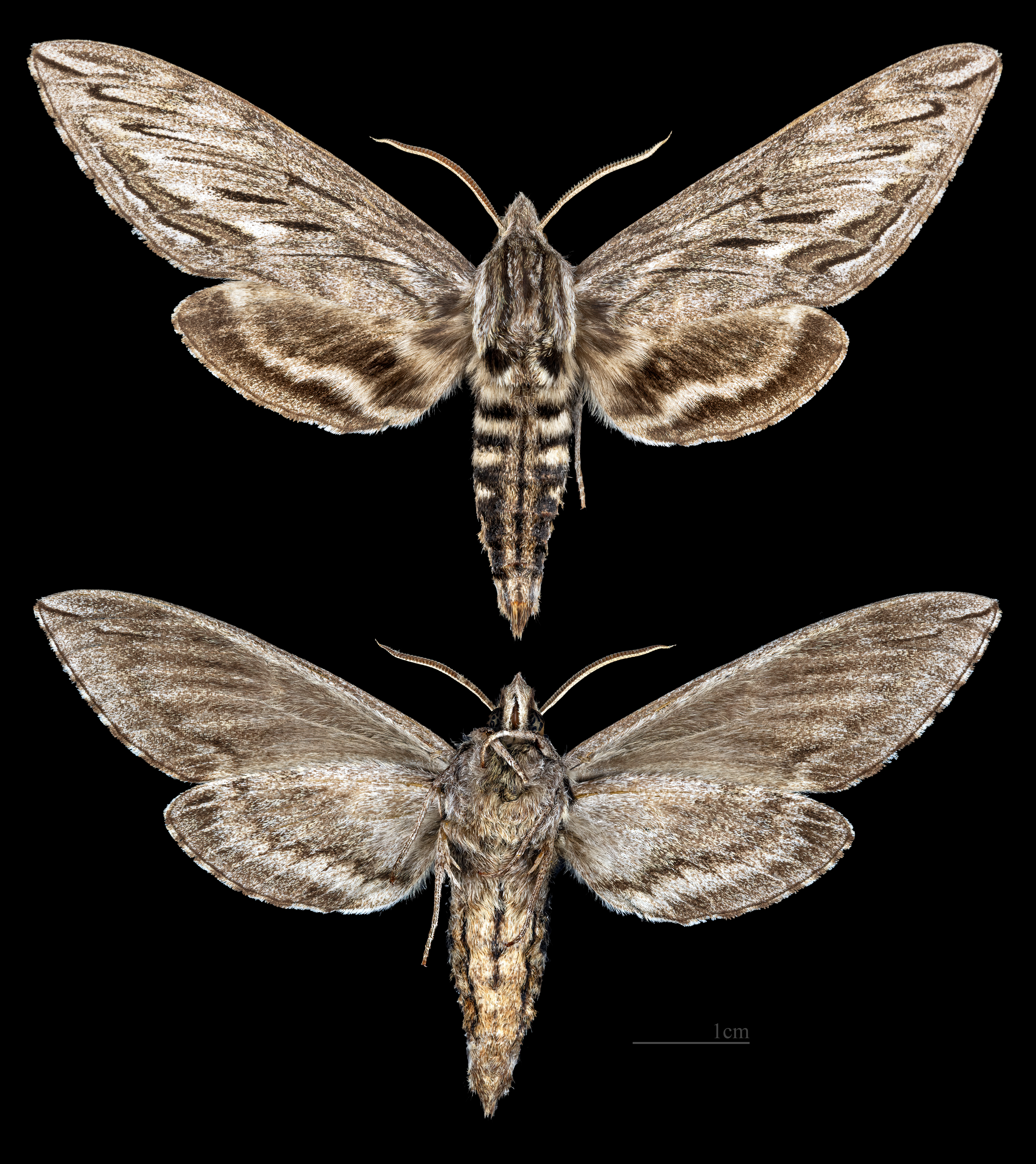
Sphinx canadensis
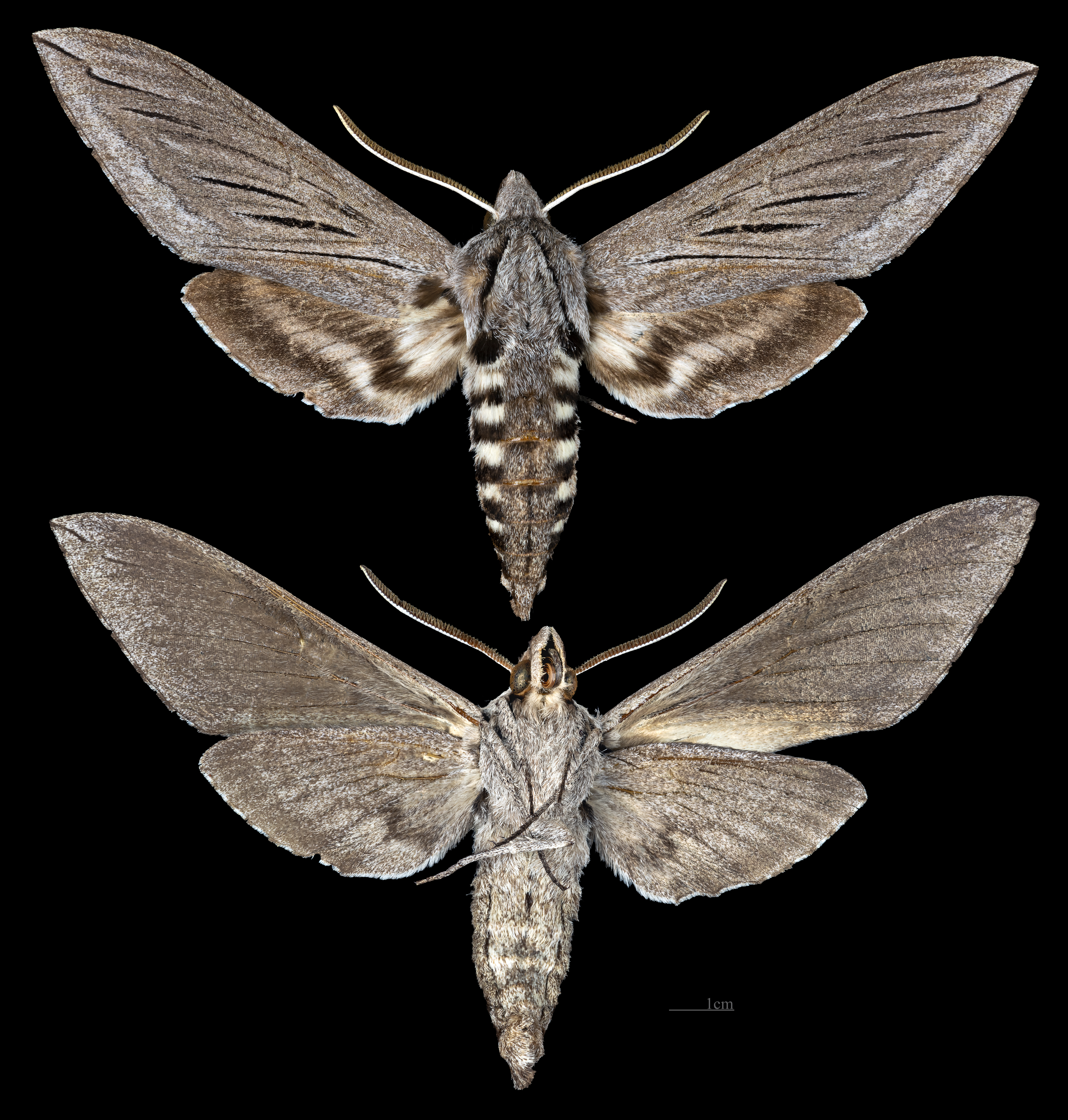
Sphinx chersis
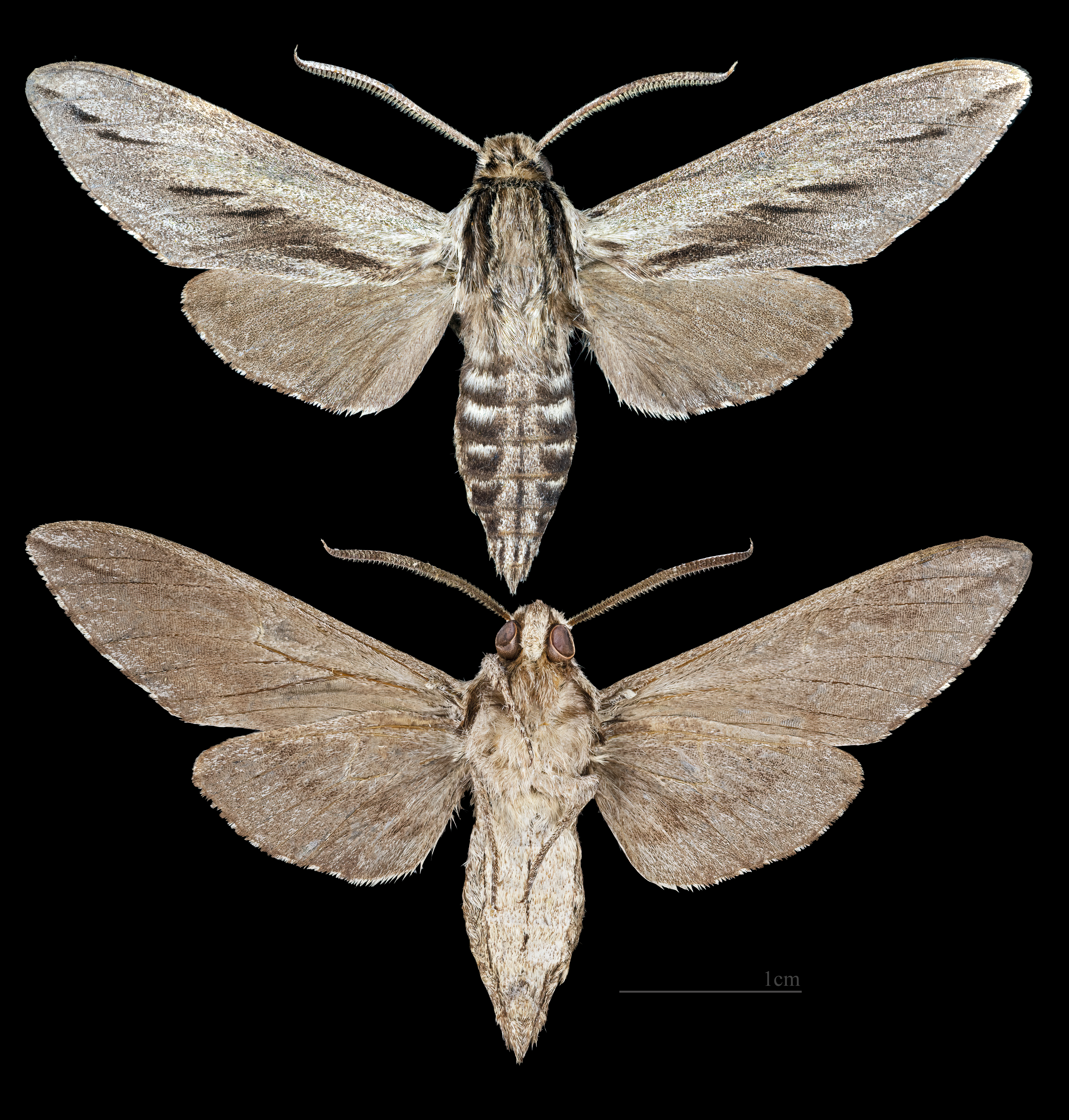
Sphinx dollii
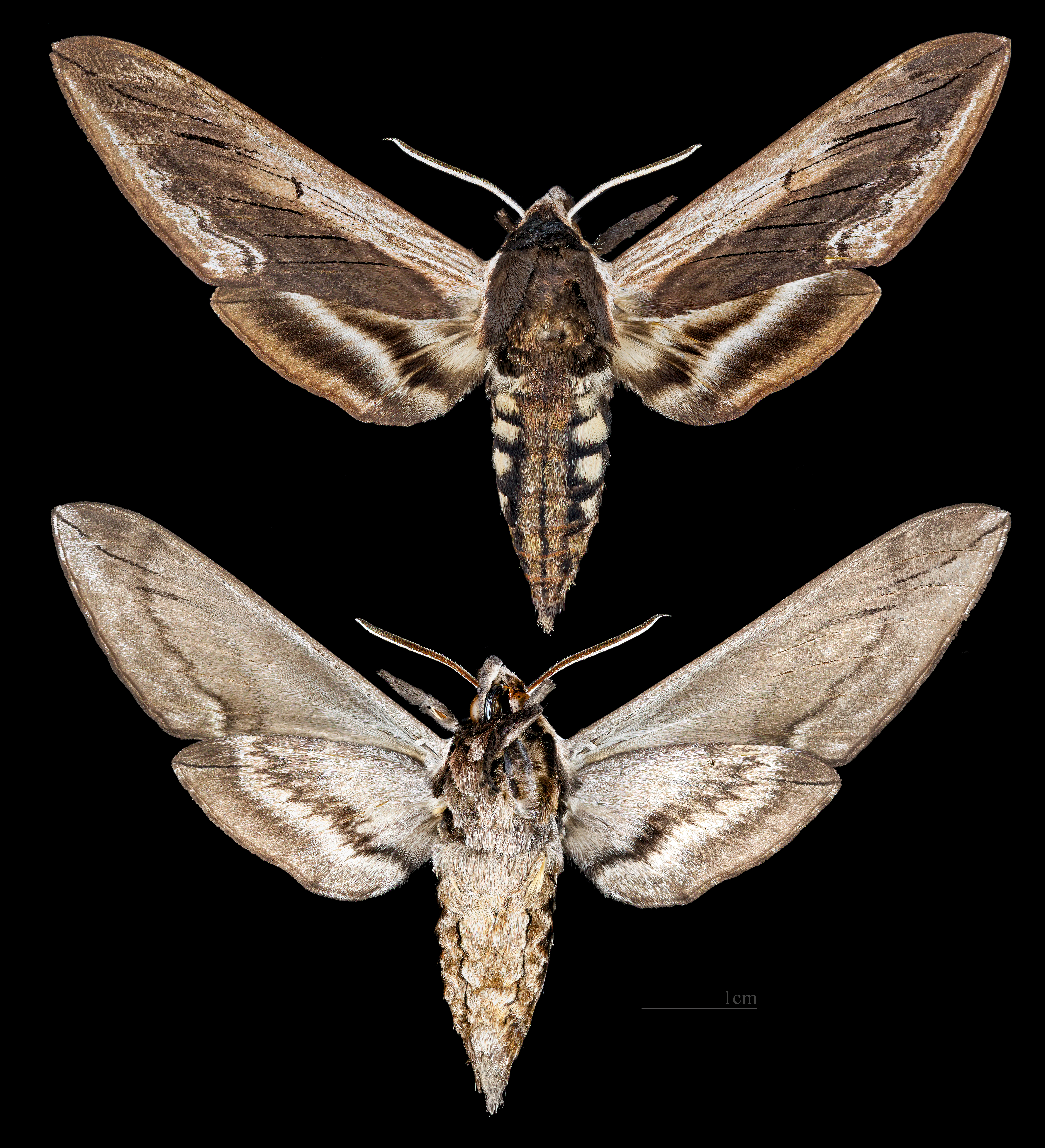
Sphinx drupiferarum
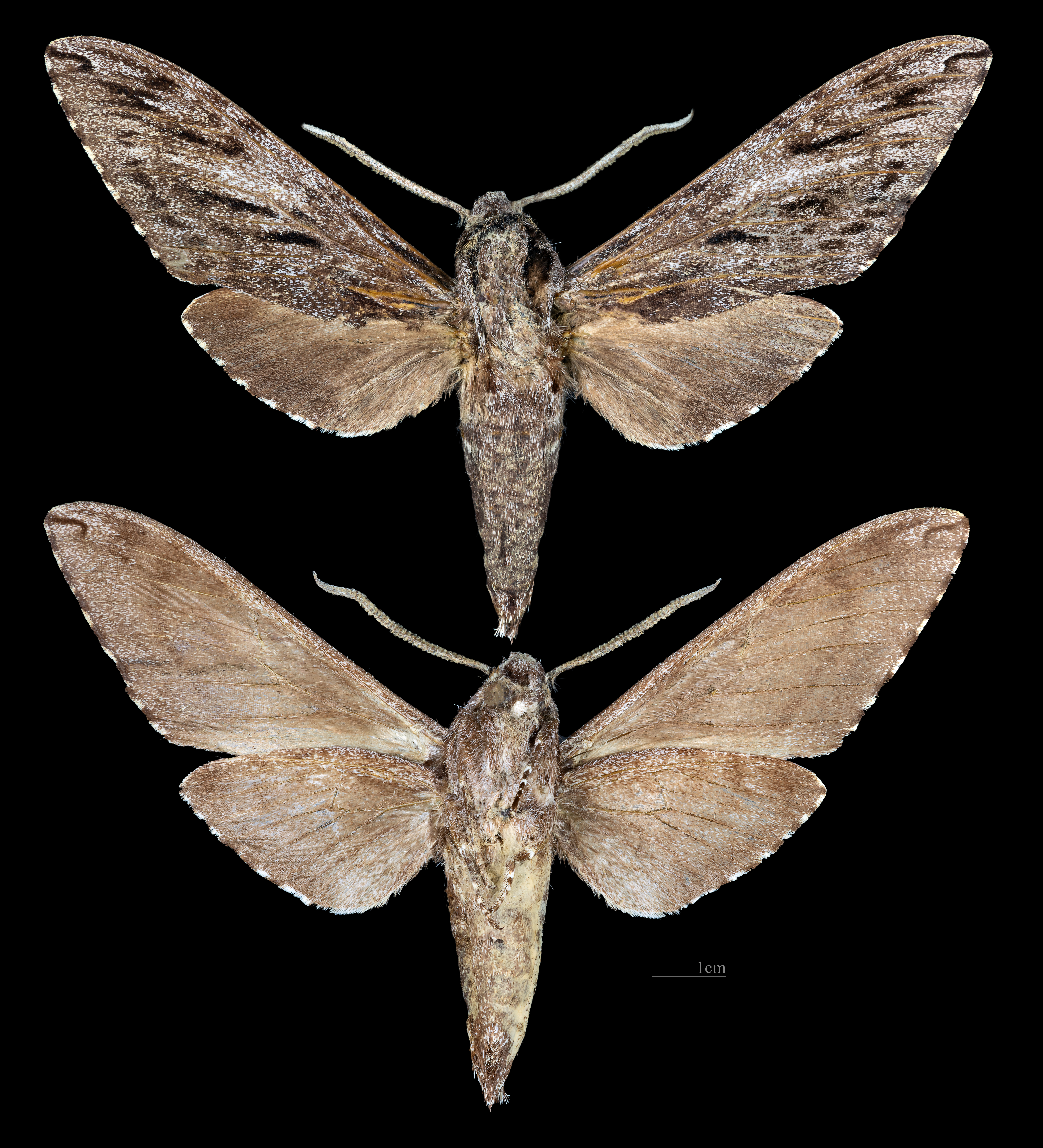
Sphinx formosana
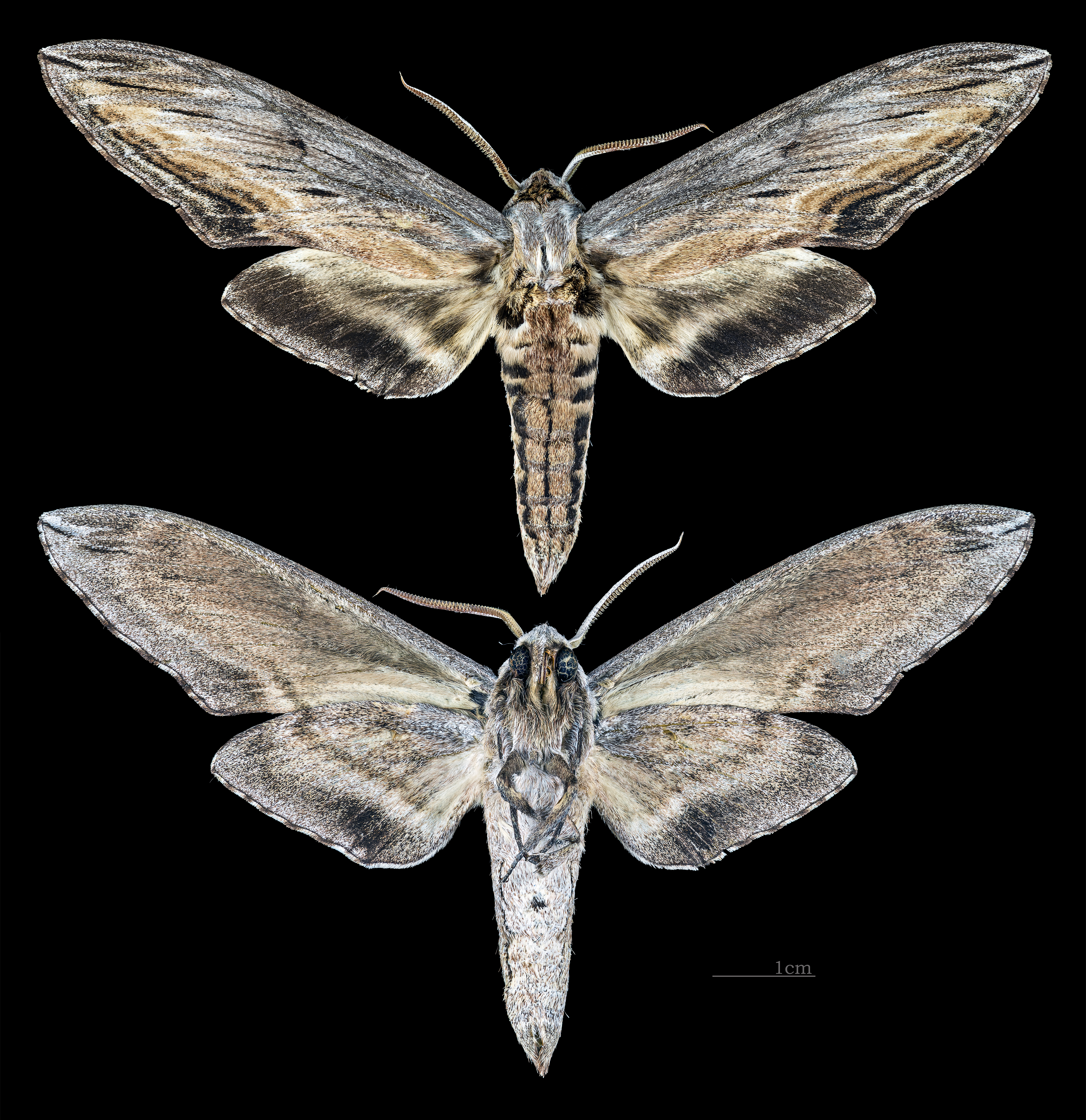
Sphinx franckii
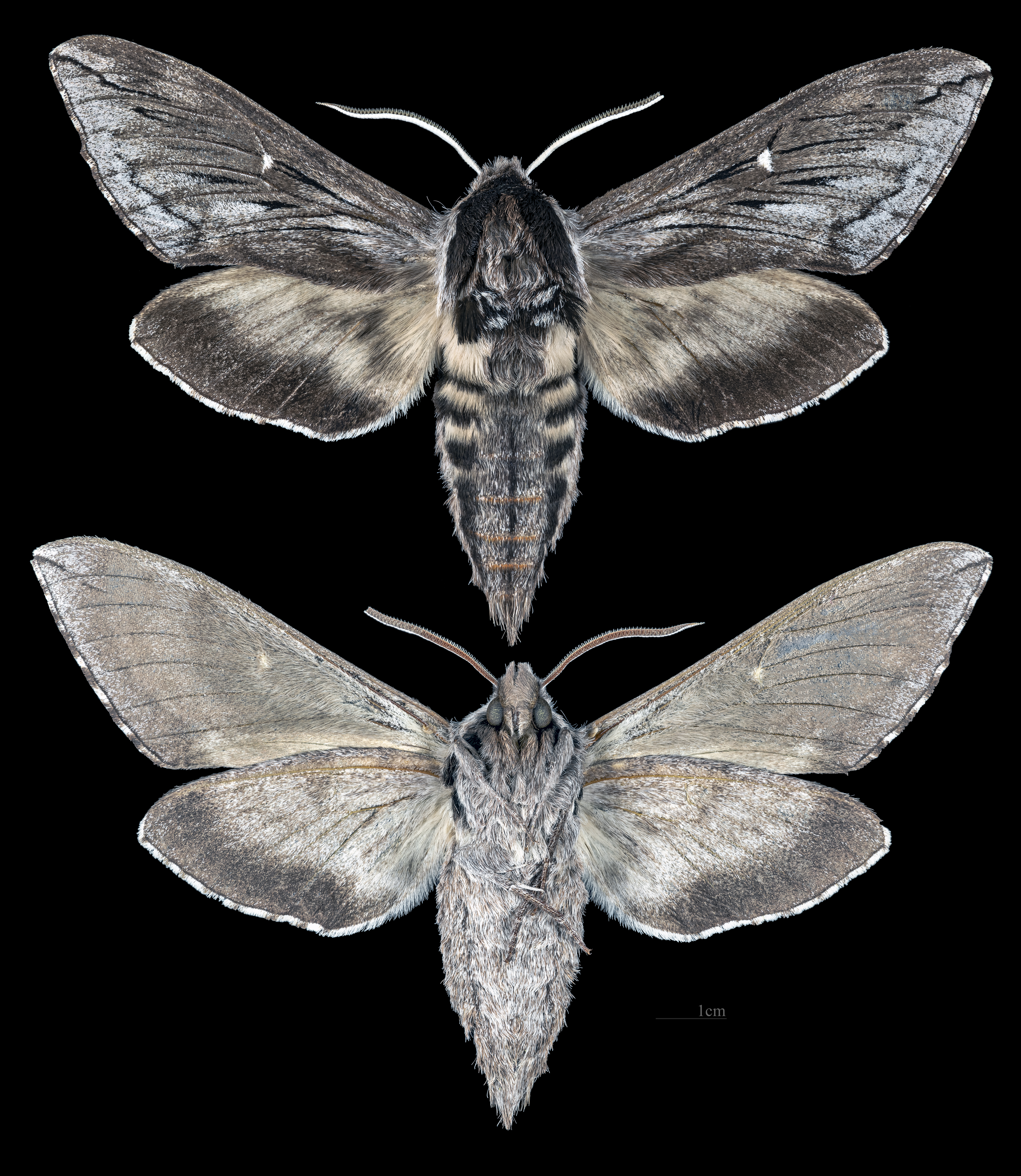
Sphinx gordius
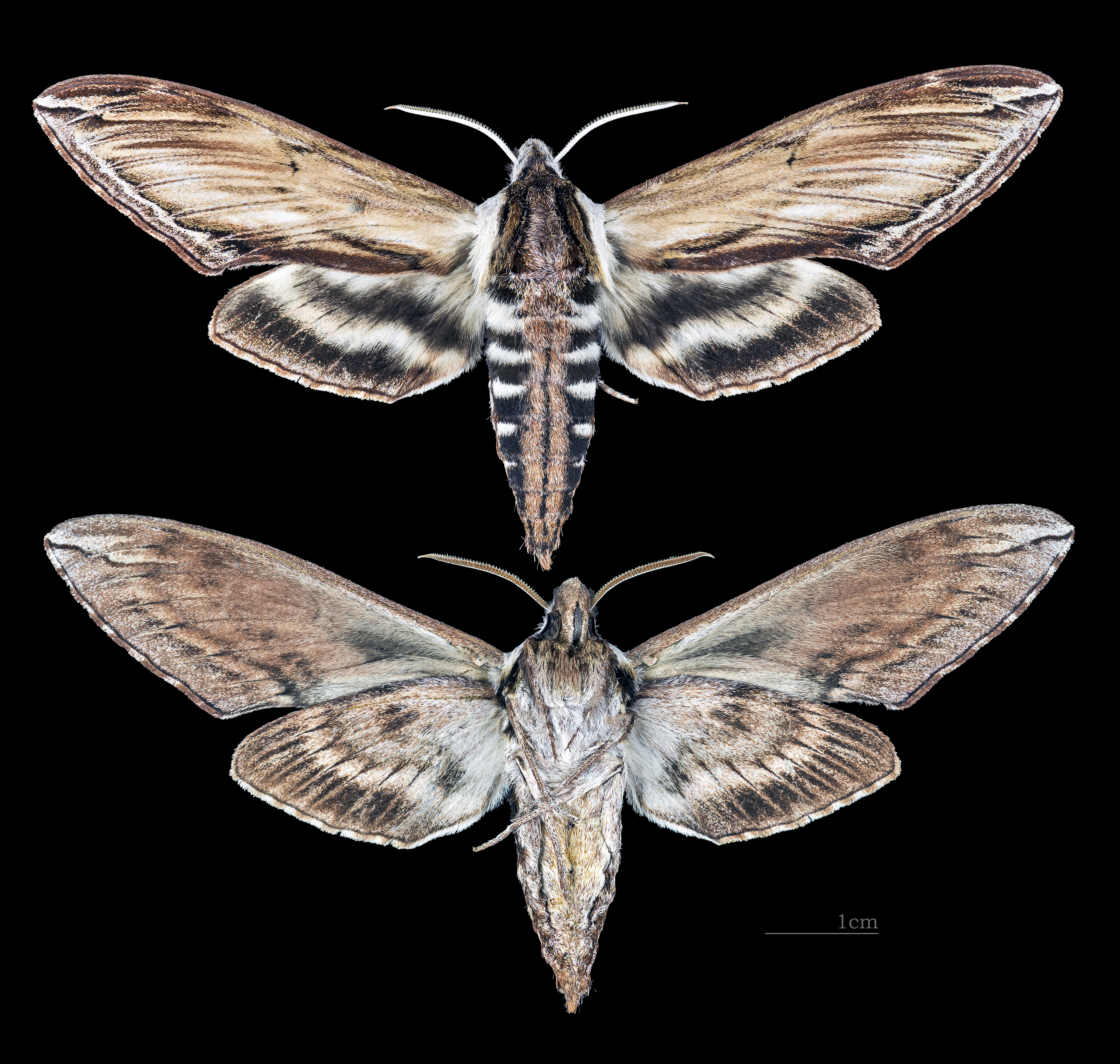
Sphinx kalmiae
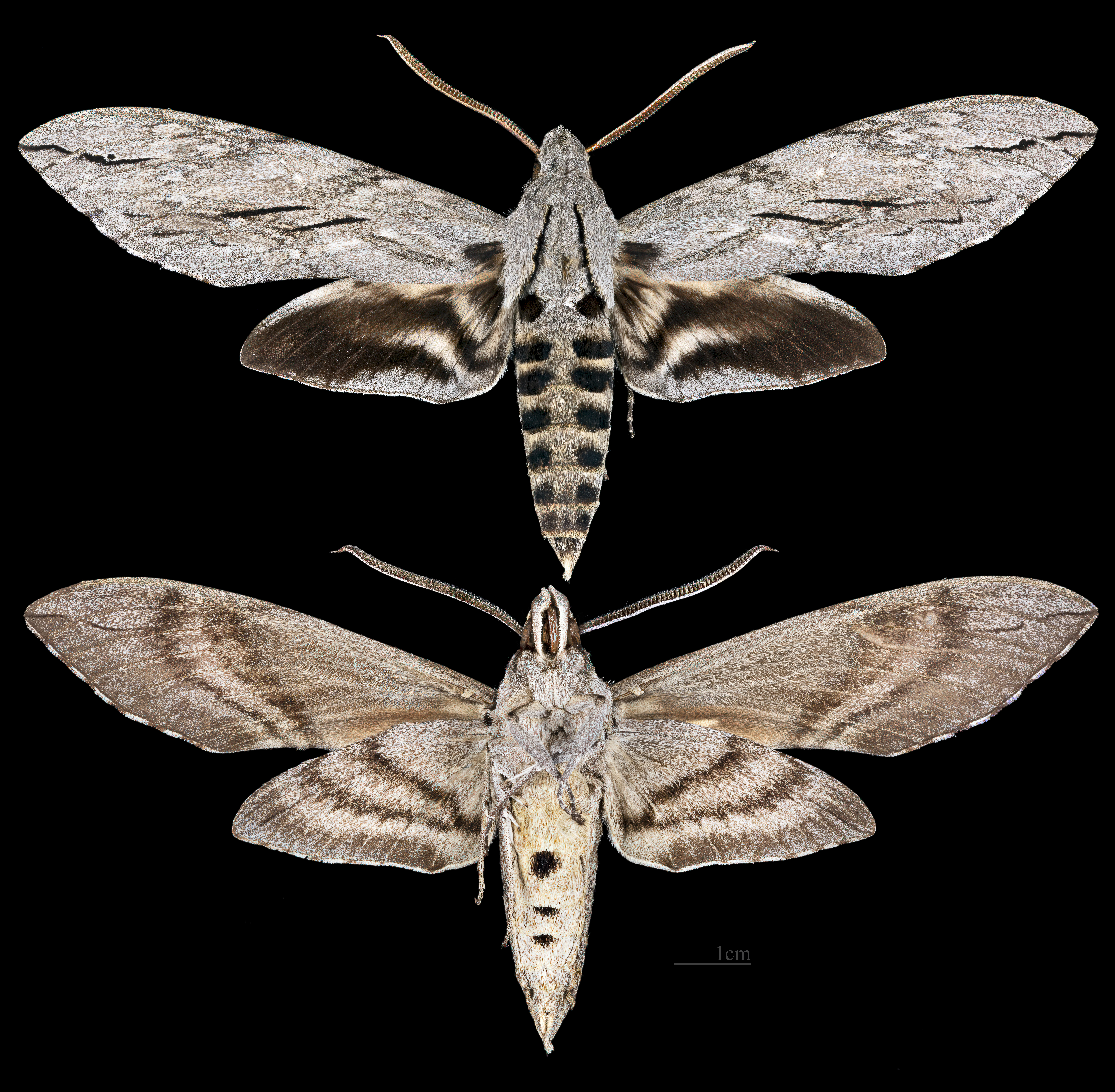
Sphinx leucophaeata
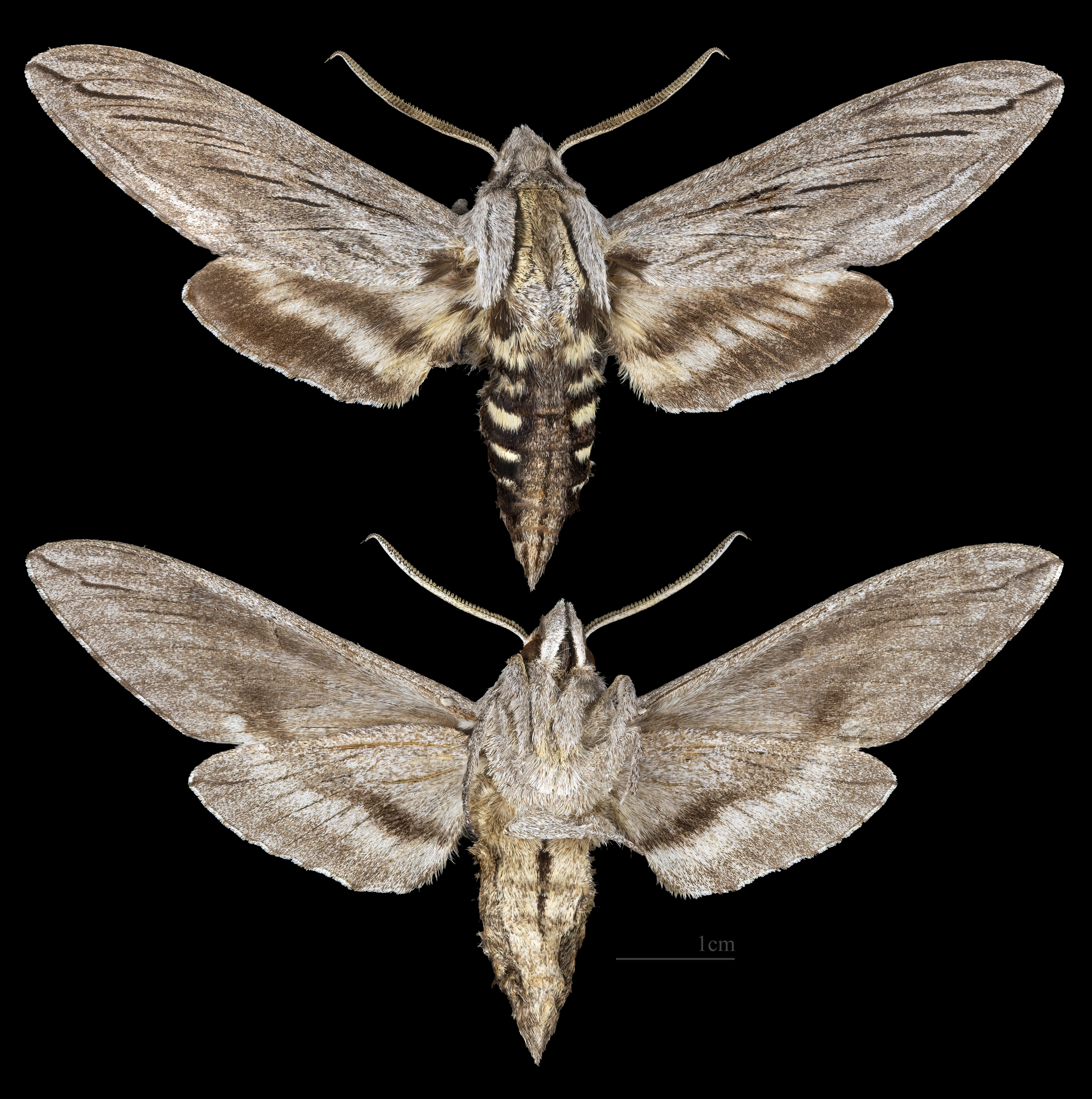
Sphinx libocedrus
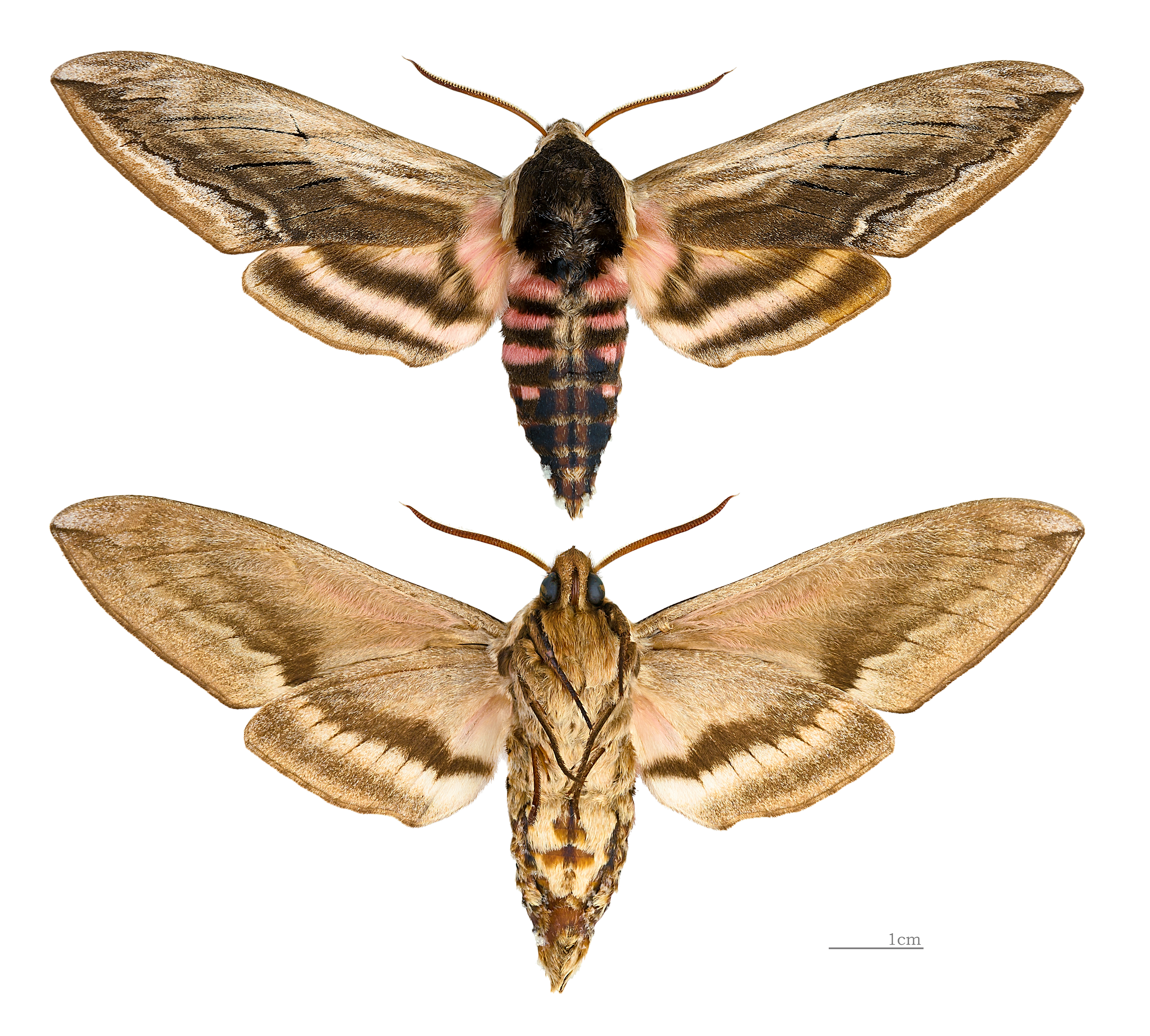
Sphinx ligustri
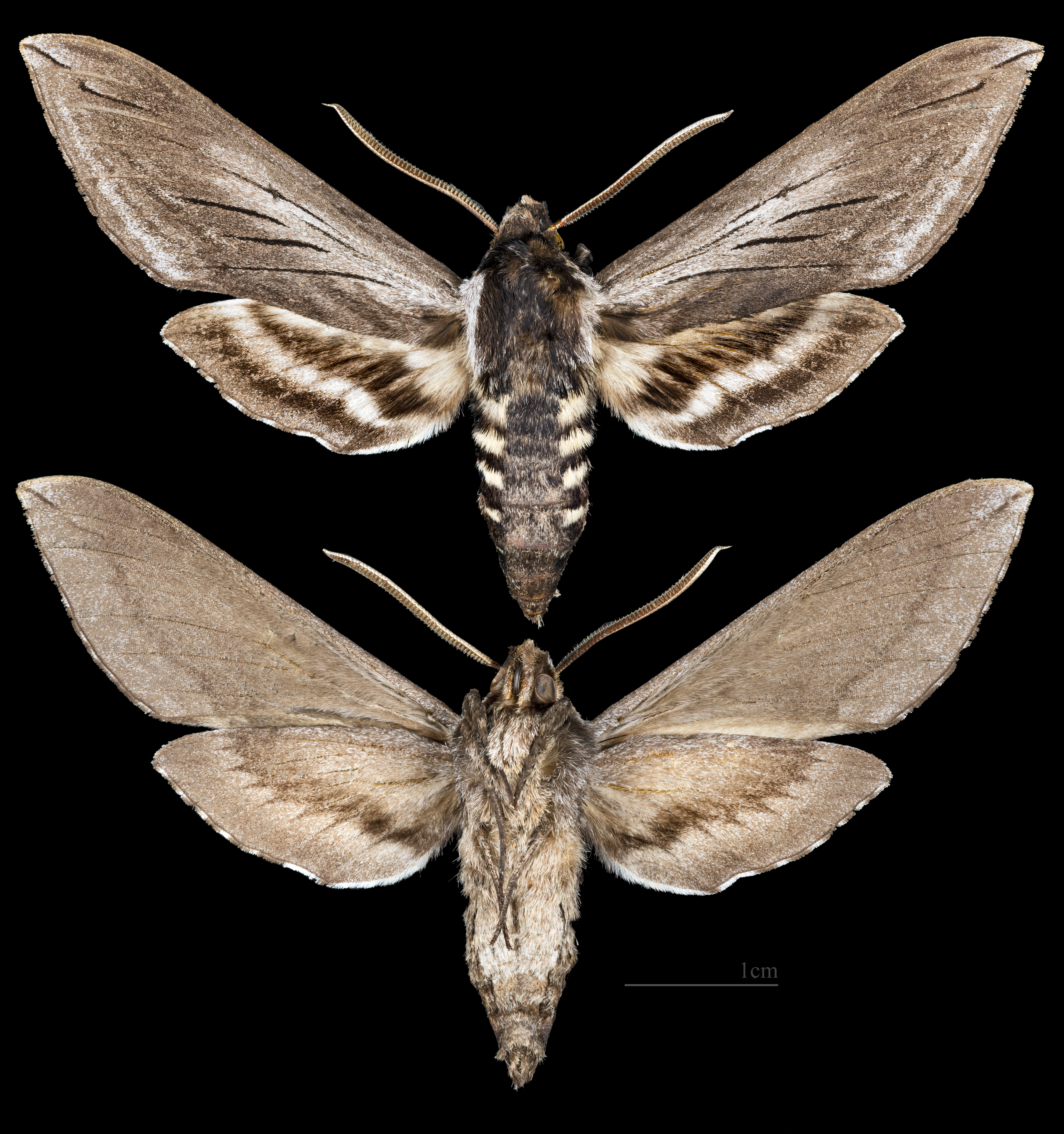
Sphinx perelegans
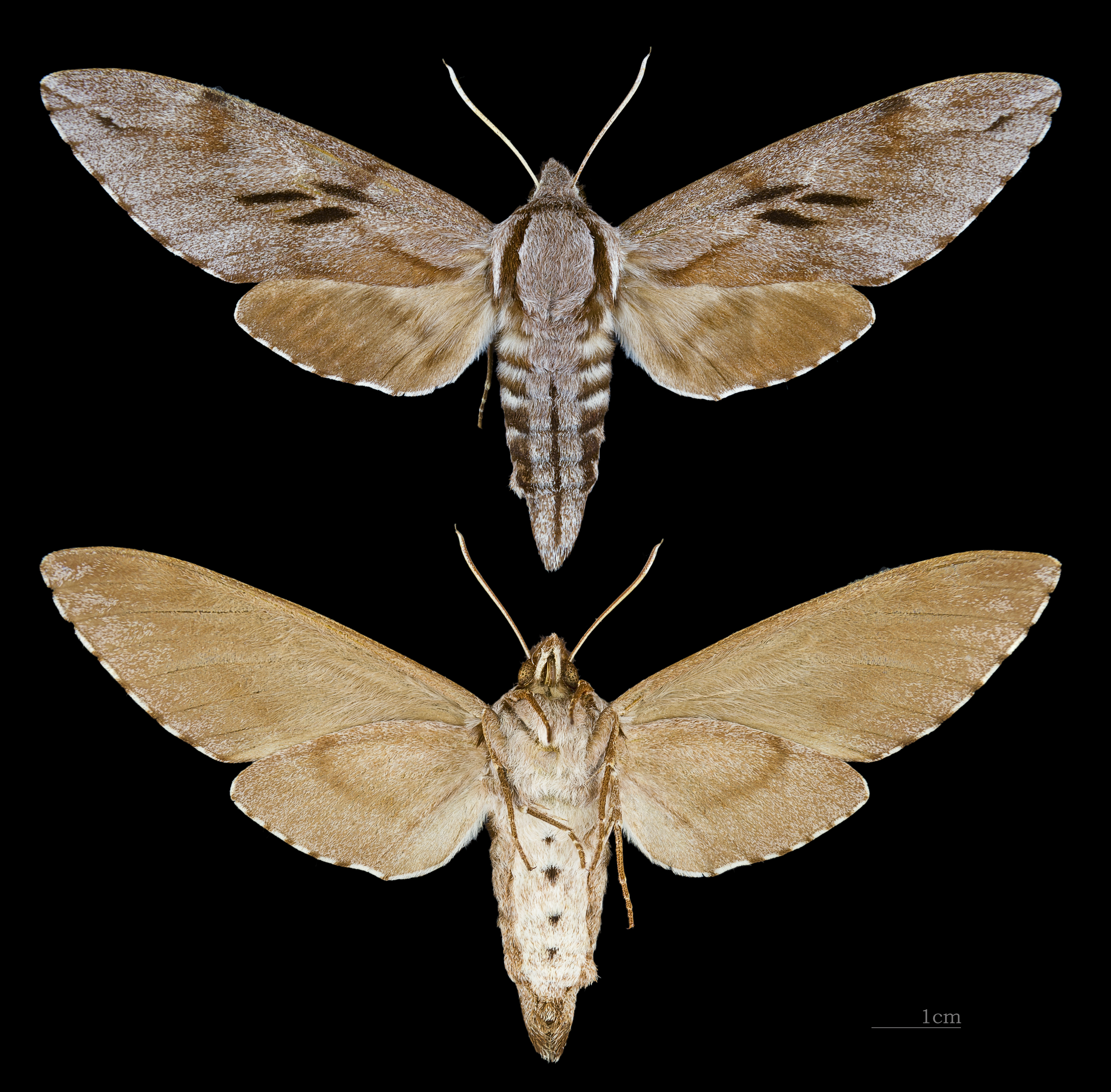
Sphinx pinastri
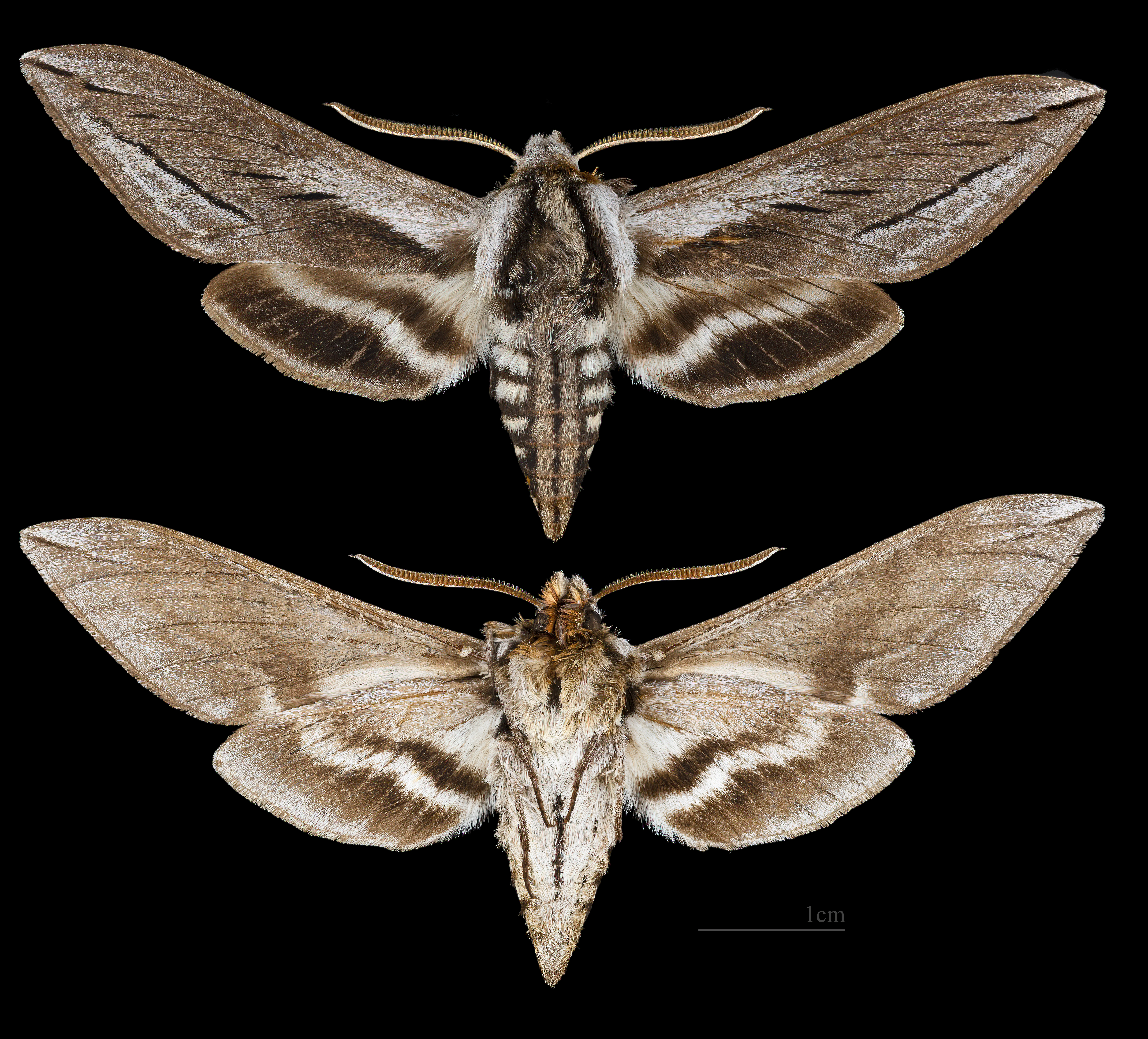
Sphinx vashti